# Zelotes quadridentatus
Zelotes quadridentatus este o specie de păianjeni din genul Zelotes, familia Gnaphosidae. A fost descrisă pentru prima dată de Strand, 1906.
Este endemică în Tunisia. Conform Catalogue of Life specia Zelotes quadridentatus nu are subspecii cunoscute.